# Premetrou

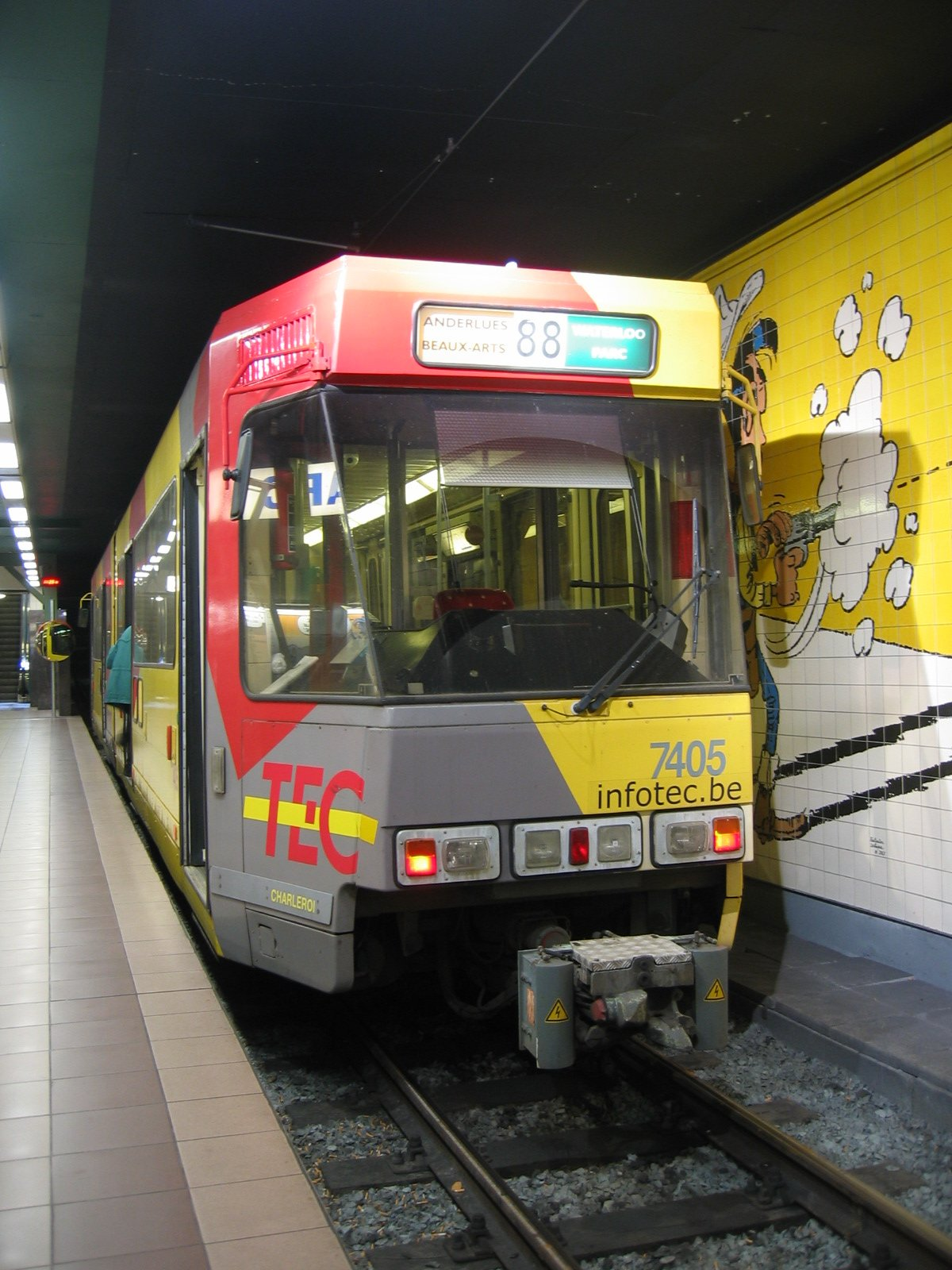
Un tramvai aparținând Metroului din Charleroi în stația Parc

Un premetrou este o linie de tramvai sau de metrou ușor care include segmente construite la standard de tranzit rapid, în cele mai multe cazuri ca parte a unui viitor proces de conversie într-o linie completă de metrou. În general, premetroul circulă prin galerii subterane dedicate în zonele centrale ale orașelor în care există un astfel de sistem.

## Istoric
Conceptul a fost dezvoltat în Republica Federală Germană, în anii 1960, când, în loc să realizeze imediat rețele complete de metrou foarte scumpe, germanii au implementat soluția construirii la început de tuneluri doar în centrul orașelor. Pe termen scurt, acestea puteau fi folosite de tramvaie, dar intenția pe termen lung era de convertire a lor în sisteme integrale de metrou. Ideea s-a răspândit și în alte țări europene în anii 1970, în special în Belgia, unde aceste sisteme au fost numite premetrouri.

## Listă de premetrouri
| Țară          | Oraș                | Rețea                                                       | Pus în operare | Lungime în km | Număr de linii | Număr de stații | Observații - Particularități                                          |
| ------------- | ------------------- | ----------------------------------------------------------- | -------------- | ------------- | -------------- | --------------- | --------------------------------------------------------------------- |
| Argentina     | Buenos Aires        | Premetroul din Buenos Aires                                 | 1987           | 7,4           | 1              | 18              | Linii: Premetro E2                                                    |
| Austria       | Viena               | Straßenbahn Wien Lokalbahn Wien–Baden                       | 1959           | 1,8           | 5              | 7               | Linii: 1, 6, 18, 62, WLB                                              |
| Belgia        | Bruxelles           | STIB (Vezi : Premetroul din Bruxelles)                      | 1969           |               | 8              | 15              | Linii: 3, 4, 7, 25, 32, 51, 55, 82                                    |
| Belgia        | Antwerpen           | Tramvaiul din Antwerpen (Vezi : Premetroul din Antwerpen)   | 1975           | 8             | 6              | 11              | Linii: 2 • 3 • 5 • 6 • 8 • 9 • 15                                     |
| Belgia        | Charleroi           | Tramvaiul din Charleroi (Vezi : Metroul ușor din Charleroi) | 1976           | 33            | 4              | 48              | Linii: M1 • M2 • M3 • M4                                              |
| Elveția       | Zürich              | VBZ                                                         | 1986           | 2,2           | 2              | 3               | Inițial prin tunelul Metroului din Zürich, Linii: 7, 9                |
| Polonia       | Poznań              | Tramvaiul rapid din Poznań                                  | 1997           | 8,1           | 6              | 8               | Linii: 12, 14, 15, 16 și 26 (în orele de vârf), N21 (linie de noapte) |
| Polonia       | Cracovia            | Tramvaiul rapid din Cracovia                                | 2008           | 22            | 2              |                 | Linii: 50, 52                                                         |
| Regatul Unit  | Newcastle upon Tyne | Metroul din Tyne and Wear                                   | 1980           | 74,5          | 2              | 60              | Linii: Green line, Yellow line                                        |
| Rusia         | Volgograd           | Metrotramvaiul din Volgograd                                | 1984           | 17,3          | 2              | 22              | Linii: ST1, ST2                                                       |
| Statele Unite | Los Angeles         | Metroul din Los Angeles                                     | 1990           |               | 3              |                 | Linii: Blue line, Green line, Gold line                               |